# Coci episcopi
Coci episcopi (łac. Kucharze Biskupa) – nieistniejąca osada leżąca w czasach średniowiecza w pobliżu wsi Wojszyce, która obecnie jest osiedlem w granicach Wrocławia.
Wieś, która w średniowiecznych dokumentach nosi kancelaryjną łacińską nazwę Coci episcopi istniała w XIII w. Nie są znane jej późniejsze dzieje, ani też bliżej określona data jej powstania. Niemiecki historyk Max-Josef Midunsky identyfikuje ją z wymienianą w bulli wrocławskiej z 1155 wsią o nazwie Hvzouici, ale nie zostało to potwierdzone przez innych badaczy. Zdaniem badającego etymologię nazw dzisiejszego Wrocławia archiwisty Józefa Domańskiego osada ta mogła nosić nazwę Kucharze, podobnie jak w przypadku innej podwrocławskiej wsi Kuchary, która w średniowiecznych dokumentach figuruje jako Cucharze.
Wieś Coci episcopi początkowo była własnością biskupią, a jej nazwa oznaczała, że była osadą służebną, której mieszkańcy świadczyli usługi biskupom wrocławskim przygotowując im posiłki. Z roku 1249 pochodzi wzmianka o tym, że biskup Tomasz I drogą zamiany przekazał ją Zakonowi Niemieckiemu.